# NGC 3143
NGC 3143 é uma galáxia espiral barrada (SBb) localizada na direcção da constelação de Hydra. Possui uma declinação de -12° 34' 55" e uma ascensão recta de 10 horas, 10 minutos e 03,9 segundos.
A galáxia NGC 3143 foi descoberta em 1880 por -.